# 고현정
고현정(高賢廷 1971년 3월 2일 ~ )은 대한민국의 배우이다.

## 학력
- 서울북성국민학교 (졸업)
- 아현중학교 (졸업)
- 중앙여자고등학교 (졸업)
- 동국대학교 연극학과 90학번 (졸업)
- 고려대학교 대학원 영어영문학과 (중퇴)

## 연예 활동
1989년 제33회 미스코리아 대회에서 선(善)에 입상하며 연예계에 데뷔하였다.
1995년에 재벌 3세 정용진과 결혼하면서 SBS 드라마 《모래시계》를 끝으로 한동안 연예계를 떠났다가, 이혼 후 2005년 SBS 드라마 《봄날》을 통해 복귀했다.
2009년 MBC 드라마 《선덕여왕》에서 미실 역할로 출연해 MBC 연기대상에서 대상을 수상했다. 그리고 2010년 SBS 드라마 《대물》에서 대통령 서혜림 역할로 출연해 SBS 연기대상에서 대상을 수상했다.

## 이혼 관련
고현정은 당대 국내 톱스타이던 시절인 2003년, 고작 25세의 나이에 재벌 3세 정용진과 결혼해 화제가 되었다. 하지만 8년만인 2003년 이혼했는데, 이에 대해 시댁 일가에서 동서들이 고현정을 왕따시키기 위해 처음엔 영어로만 대화했다가 고현정이 영어를 배워 이를 알아듣자 프랑스어로만 대화했다는 루머가 있었다. 하지만, 훗날 예능 무릎팍도사에 출연해서 그런 유치한 짓을 하실 분들이 아니라고 고현정 스스로 해명하긴 했다.
다만 시어머니였던 이명희 회장 과거 인터뷰 중 "명절 날 여자는 바닥에 엉덩이가 붙어 있으면 안된다" 즉 부지런히 가사 일을 해야 한다는 식의 발언 등을 보면, 당시 보수적인 분위기의 재벌가에 톱스타로 산 고현정이 적응을 쉽게 하진 못했을법도 하다. 특히 결혼 직전 마지막으로 찍었던 모래시계의 캐릭터가 남녀차별에 꽤 민감한 당찬 운동권 여학생이었던걸 감안하면 더 그럴지도 모른다.
이후에도 고현정 소식을 캐려는 언론에 노출되기라도 하면 신비주의를 강조하는 시댁의 질책을 받고 고현정도 답답한 심정을 측근에 털어놨다는 설도 있는걸 보면 시댁과의 관계가 마냥 좋진 않았던 것으로 보인다.
남편과의 관계도 밖에 나다니는걸 좋아하는 정용진에 비해 고현정은 의외로 집에 틀어박혀 책 읽는걸 좋아하는 내향적인 성격이라, 여가나 사업한다고 집에 있는 시간이 적던 정용진과의 관계도 소원해질 수 밖에 없었다는 설이 있는데, 결국 이런저런 점이 겹쳐 이혼에 이른 것으로 보인다.

## 출연 작품

### 드라마
| 연도      | 제목                                | 역할                  |
| --------- | ----------------------------------- | --------------------- |
| 1990      | 대추나무 사랑 걸렸네                | 황말숙                |
| 1991~1992 | 맥랑시대                            | 강신애(9회 만에 하차) |
| 1991~1992 | 여명의 눈동자                       | 안명지                |
| 1992      | KBS 성탄특집 드라마 《겨울 무지개》 | 미애                  |
| 1992      | 두려움 없는 사랑                    | 신경애                |
| 1992~1993 | 여자의 방                           | 윤희수                |
| 1993      | 엄마의 바다                         | 김영서                |
| 1994      | 작별                                | 강예림                |
| 1995      | 모래시계                            | 윤혜린                |
| 2005      | 봄날                                | 서정은                |
| 2006      | 여우야 뭐하니                       | 고병희                |
| 2007      | 히트                                | 차수경                |
| 2009      | 선덕여왕                            | 미실                  |
| 2010      | 대물                                | 서혜림                |
| 2013      | 여왕의 교실                         | 마여진                |
| 2016      | 디어 마이 프렌즈                    | 박완                  |
| 2018      | 리턴                                | 최자혜                |
| 2019      | 동네변호사 조들호 2: 죄와 벌        | 이자경                |
| 2021      | 너를 닮은 사람                      | 정희주                |
| 2023      | 마스크걸                            | 김모미                |
| 2024      | 나미브                              | 강수현                |
| 2025      | 사마귀                              | 정이신                |

### 영화
| 연도 | 제목                       | 역할     |
| ---- | -------------------------- | -------- |
| 2006 | 해변의 여인                | 김문숙   |
| 2009 | 잘 알지도 못하면서         | 고순     |
| 2009 | 여배우들                   | 고현정   |
| 2010 | 최후의 툰드라 - 극장판     | 나레이션 |
| 2011 | 북촌방향                   | 영화팬   |
| 2012 | 미쓰GO                     | 천수로   |
| 2018 | 호랑이보다 무서운 겨울손님 | 유정     |

### 방송
- 1990년 KBS 《시청자와 함께》
- 1990년 KBS 《가족오락관》
- 1990년 ~ 1991년 KBS 《쇼 토요특급》 MC
- 1991년 ~ 1992년 KBS 《토요 대행진》 MC
- 1994년 KBS2 《밤과 음악 사이》
- 2009년 1월 21일 MBC 《황금어장-무릎팍도사》
- 2010년 8월 29일 MBC 《꿀단지-2010 알까기 제왕전》
- 2010년 MBC 《MBC 스페셜》 부처님 오신날 특집 '법정' 살아있는 것은 다 행복하라 : 내레이션
- 2010년 SBS 《최후의 툰드라》 SBS 창사 20주년 특집 다큐 : 내레이션
- 2012년 4월 6일 SBS 《Go Show》
- 2022년 SBS 《가디언즈 오브 툰드라》 내레이션
- 2022년 유튜브《요정재형》
- 2024년 tvN 《유 퀴즈 온 더 블럭》.게스트

### 라디오
- 1991년 KBS 제2FM 《고현정의 FM 인기가요》 진행

### 광고
- 1993년 크라운베이커리
- 1993년 광동제약 썬키스트 훼미리쥬스
- 1993년 오리온 투유 초콜릿
- 1994년 새피앙
- 2005년 KT 안
- 2005년 ~ 2007년 LG전자 디오스
- 2010년 르노코리아자동차 SM5
- 2010년 동서식품 맥심커피
- 2014년 ~ 2015년 에이스침대
- 2025년 6월 11일 ~ 2026년 1월 3일 삼성전자 비스포크

## 음반 목록
- 1994: 낯선 행복
- 2004: 2004 Song And Poem

## 서적
- 2011년 1월 1일 《뷰티 다큐 고현정의 결》
- 2014년 5월 19일 《고현정의 여행, 여행》
- 2015년 2월 4일 《현정의 곁, 가까이 두고 오래 사랑할, 도쿄 여행법》
- 2025년 6월 14일~2025년 12월 31일 《대한민국의 여행 방법》

## 수상 및 후보
| 연도 | 시상식                     | 부문                               | 작품                         | 결과 |
| ---- | -------------------------- | ---------------------------------- | ---------------------------- | ---- |
| 1989 | 제33회 미스코리아          | 선                                 | 빈칸                         | 수상 |
| 1991 | KBS 연기대상               | 여자 신인연기상                    | 대추나무 사랑 걸렸네         | 후보 |
| 1992 | 제28회 백상예술대상        | TV부문 여자 신인연기상             | 대추나무 사랑 걸렸네         | 수상 |
| 1993 | TV저널 올해의 스타상       | 탤런트부문 우수상                  | 엄마의 바다                  | 수상 |
| 1993 | MBC 연기대상               | 여자 우수연기상                    | 엄마의 바다                  | 수상 |
| 1994 | 제30회 백상예술대상        | TV부문 여자 최우수연기상           | 엄마의 바다                  | 후보 |
| 1995 | 제31회 백상예술대상        | TV부문 여자 최우수연기상           | 모래시계                     | 후보 |
| 2000 | SBS 연기대상               | 창사 10주년 빅 스타상              | 모래시계                     | 수상 |
| 2005 | 제41회 백상예술대상        | TV부문 여자 최우수연기상           | 봄날                         | 후보 |
| 2005 | SBS 연기대상               | 10대 스타상                        | 봄날                         | 수상 |
| 2005 | SBS 연기대상               | 여자 최우수연기상                  | 봄날                         | 후보 |
| 2006 | 제7회 부산영화평론가협회상 | 신인여우상                         | 해변의 여인                  | 수상 |
| 2006 | 씨네21 영화상              | 올해의 여자신인배우                | 해변의 여인                  | 수상 |
| 2006 | 제5회 대한민국 영화대상    | 신인여우상                         | 해변의 여인                  | 후보 |
| 2006 | 제5회 대한민국 영화대상    | 여우주연상                         | 해변의 여인                  | 후보 |
| 2006 | MBC 연기대상               | 여자 최우수연기상                  | 여우야 뭐하니                | 후보 |
| 2007 | 제43회 백상예술대상        | 영화부문 여자 신인연기상           | 해변의 여인                  | 후보 |
| 2007 | 제44회 대종상              | 신인여우상                         | 해변의 여인                  | 후보 |
| 2007 | MBC 연기대상               | 여자 최우수연기상                  | 히트                         | 후보 |
| 2009 | 제10회 방송인상            | 방송연기자상                       | 선덕여왕                     | 수상 |
| 2009 | MBC 연기대상               | 여자 최우수연기상                  | 선덕여왕                     | 후보 |
| 2009 | MBC 연기대상               | 대상                               | 선덕여왕                     | 수상 |
| 2010 | 제22회 한국PD대상          | 탤런트부문 출연자상                | 선덕여왕                     | 수상 |
| 2010 | 제46회 백상예술대상        | TV부문 대상                        | 선덕여왕                     | 수상 |
| 2010 | 제46회 백상예술대상        | TV부문 여자 최우수연기상           | 선덕여왕                     | 후보 |
| 2010 | 제37회 한국방송대상        | 탤런트상                           | 선덕여왕                     | 수상 |
| 2010 | 제5회 서울 드라마 어워즈   | 한류 부문 특별상 여우주연상        | 선덕여왕                     | 수상 |
| 2010 | SBS 연기대상               | 대상                               | 대물                         | 수상 |
| 2010 | SBS 연기대상               | 드라마스페셜부문 여자 최우수연기상 | 대물                         | 후보 |
| 2010 | SBS 연기대상               | 10대 스타상                        | 대물                         | 수상 |
| 2011 | 동국대학교                 | 동국을 빛낸 연예인상               | 빈칸                         | 수상 |
| 2013 | 제6회 코리아 드라마 어워즈 | 연기대상                           | 여왕의 교실                  | 후보 |
| 2013 | MBC 연기대상               | 대상                               | 여왕의 교실                  | 후보 |
| 2013 | MBC 연기대상               | 미니시리즈부문 여자 최우수연기상   | 여왕의 교실                  | 후보 |
| 2019 | KBS 연기대상               | 대상                               | 동네변호사 조들호 2: 죄와 벌 | 후보 |
| 2019 | KBS 연기대상               | 여자 최우수연기상                  | 동네변호사 조들호 2: 죄와 벌 | 후보 |
| 2019 | KBS 연기대상               | 중편드라마부문 여자 우수연기상     | 동네변호사 조들호 2: 죄와 벌 | 후보 |
| 2019 | KBS 연기대상               | 여자 네티즌상                      | 동네변호사 조들호 2: 죄와 벌 | 후보 |
| 2023 | 제59회 대종상              | 시리즈 여우상                      | 마스크걸                     | 후보 |
| 2024 | 제22회 디렉터스 컷 시상식  | 시리즈부문 올해의 여자배우상       | 마스크걸                     | 후보 |